# Wells CDP (Nueva York)
Wells es un lugar designado por el censo ubicado en el condado de Hamilton en el estado estadounidense de Nueva York. En el Censo de 2020 tenía una población de 531 habitantes y una densidad poblacional de 24,57   habitantes por km². Fue incluido como CDP en el censo de 2010.

## Geografía
Wells se encuentra ubicado en las coordenadas 43°23′41″N 74°17′23″O / 43.39472, -74.28972. Según la Oficina del Censo de los Estados Unidos,  tiene una superficie total de 20,61 km², de la cual 20,00 km² corresponden a tierra firme y 1,61 km² a agua.